# Ундерова, Роза Георгиевна
Роза Георгиевна Ундерова (Андреева) — советская спортсменка, мастер спорта СССР международного класса по лёгкой атлетике (1982). Рекордсменка мира в ходьбе на 10 км (1983).

## Биография
Воспитанница Чебоксарской школы высшего спортивного мастерства. Окончила факультет физического воспитания Чувашского государственного педагогического института (1979). Стала мастером спорта СССР по лыжному спорту в 1981 году.
Чемпионка Чувашии, победительница 8-й летней Спартакиады народов РСФСР (1983), трёхкратный призёр чемпионатов (1982–84) и чемпионка (1982) РСФРС, призёр (1982, 1984) и победительница (1983) Кубков СССР, призёр чемпионатов СССР (1982, 1984) и призёр Кубка мира (1983) по спортивной ходьбе в командном зачёте.
Директор СДЮСШОР № 2 Минспорта Чувашии (2010).